# Egmont Arens
Pour les articles homonymes, voir Arens.
Egmont Arens (né le 15 décembre 1889, à Cleveland et mort le 2 octobre 1966 à New York) est un journaliste et designer américain.

## Biographie
Egmont Arens débute comme journaliste sportif au quotidien Tribune-Citizen d’Albuquerque (Nouveau-Mexique). En 1917, il fonde une imprimerie de presse, la Flying Stag Press, et publie les revues Creative Art et Playboy (qui est alors une revue consacrée à l’art moderne). Il devient plus tard le rédacteur en chef de la revue Vanity Fair. 
Arens travaille également dans l’agence de publicité d’Earnest Elmo Calkins, où il commence une carrière de designer industriel en créant un département de stylisme. Comme beaucoup de ses confrères qui se sont illustrés au cours des années 1930, Arens dessine des objets que le fabricant souhaite rendre plus attrayants. Il crée, entre autres une gamme de conditionnement pour des produits alimentaires de la chaîne A&P. Parmi ses nombreuses créations aux lignes aérodynamiques, citons une batterie de cuisine en aluminium filé, qui incarnent une tentative de dessiner la sortie de la Grande Dépression pour les Américains. On lui doit également la trancheuse à jambon n° 410 Streamliner, pour la Hobart Manufacturing Company.